# 李杜 (1880年)

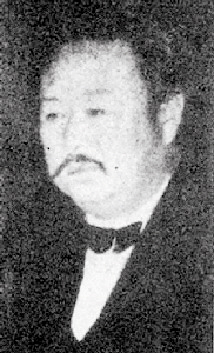

李杜（1880年8月4日—1956年8月23日），原名荫培，字植初，又名玄存、黎苏。今辽宁省义县西关小块地人，國民革命軍中將，东北抗日将领。

## 生平

### 早年生涯
1880年8月4日，李杜出生于一个半农半商的家庭。6岁入私塾。1900年庚子事变发生，李家被溃败的清军抢劫，李杜被溃兵击伤。李杜乃投清军二十镇耿营官手下充任司书，并誓言“果有带兵一日决不扰民” 。1905年，李杜入东北讲武堂学习军事。1908年毕业后，历任连长、奉军左路随营总教习、左路教练官、奉天防军管带、东北陆军第二十九师一一四团营长、团长等职。1917年，日本指使宗社党进行“ 独立” 活动。李杜向当局呈交剿抚计划，并只身入宗社党武装的基地，同其首领进行谈判，说服首领率部缴械投降，交出了日本人资助的武器弹药、清逊帝肖像、龙旗等物品。
1918年以后，李杜历任奉军总司令部第四输送队大队长、北平将校研究所所长、军事科长、黑龙江省山林警察局局长、吉林军械厂厂长和吉林省警备司令、长春戒严司令等职务。1927年，升任吉林第十五师师长兼第十旅旅长。1928年，转任吉林省依兰镇守使兼第九旅（后来改为第二十四旅）旅长。1929年晋升陆军中将。

### 东北抗日
九一八事变爆发后，吉林省军署参谋长熙洽投降日本，成立吉林省长官公署，通电同南京国民政府脱离关系。李杜随即
以依兰镇守使的名义向辖下各县发通电，痛斥熙洽，呼吁各县军民团结守土。他还令手下封锁了松花江下游各县的永衡官银号、
农业银行及财税部门的款项，拒向吉林省政府缴税。
1932年1月，日军驱使吉林省省长熙洽派吉林省剿匪军部司令于琛澂率军进犯哈尔滨，李杜于1月26日抵达哈尔滨。吉林省警备司令兼第一旅旅长冯占海也率部进抵哈尔滨市，配合李杜。1月27日至28日，李杜和冯占海配合，击退了于琛澂部的进攻。
此后，李杜同丁超、王之佑在松花江北呼海铁路约见马占山，商议联合抗日。1932年1月31日，丁超、李杜等人召集抗日军政要员于哈尔滨举行会议，决定成立吉林自卫军总司令部，李杜任吉林自卫军总司令。李杜、丁超等人还联名发表了抗日讨逆通电以及告民众书。2月3日，日军重兵逼近哈尔滨，为保卫哈尔滨，他亲临前线指挥，战斗持续到2月5日凌晨，在敌军强攻下，自卫军损失严重，防地相继失守，他痛心疾首，已无力挽救残局，于2月5日撤离哈尔滨，退守依兰。1932年秋，日军解决马占山、苏炳文等部后，对李杜、王德林部围剿。李杜转往密山。1933年1月9日，李杜率残部从虎林渡江退入苏联。

### 来到内地
1933年6月4日，李杜从苏联经欧洲回到上海，获得上海市市长吴铁城以及市民的欢迎。此后他到庐山面见蒋介石，请求援助东北义勇军，但被蒋介石拒绝。1934年4月20日，《中国人民对日作战的基本纲领》发表，该纲领是由中国共产党提出，宋庆龄、何香凝、李杜等1779人签名，以中华民族武装自卫委员会筹备会的名义发表的。5月初，中华民族武装自卫委员会总会成立，宋庆龄任主席，黄申芗任民众武装部长，李定南任组织部长，林里夫任宣传部长，李国章任军事部长，陈璧如任总务部长，章乃器任经济部长。后来，黄申芗转任交际部长，李杜接任武装部长。1935年，黄申芗通过李杜、王德林与周保中部所派的代表张建东取得联系，帮助周保中筹饷。1935年，李杜经黄申芗、潘震亚介绍加入中国共产党。
中华民族武装自卫委员会因受蒋介石压力而被迫解散后，李杜又参加了冯雪峰领导的抗日统一战线工作。1935年下半年，张学良率部来到陕北后，委托李杜寻找中国共产党的代表。李杜通过中共上海地下党，介绍刘鼎赴张学良处工作。
1936年6月，李杜决定返回中国东北组织部队抗日。李杜率赵毅师长以及秘书、副官（其中有中共地下党员），准备以出洋考察为名，经苏联赴东北。李杜此行还受中共上海地下党通过董健吾所托，将毛泽东之子毛岸英、毛岸青兄弟带到巴黎，随后这两兄弟被送到苏联学习。李杜一行到达巴黎后，因日本当局向苏联提出抗议，故未能获得入苏联的签证，只好在1936年末返回
上海。此时，东北抗日联军已组建，经周恩来推荐，他就任东北抗日联军总司令。后来李杜曾计划经新疆去苏联，然后转赴东北，但受到盛世才的阻止而未成行。
1937年七七事变后，李杜赴重庆，以东北抗日联军总司令的身份同东北抗日联军继续联络，并为该军筹款。1942年，蒋介石当局以东北抗日联军系中国共产党组织为名，派特务封闭了设在重庆的东北抗日联军总司令部，取缔了李杜的职务。李杜对此十分愤怒，经常同《新华日报》的负责人来往，并多次同周恩来、董必武、叶剑英等会见。1946年，第二次国共内战中，李杜被以年迈为由强迫退出军籍，断绝薪金，李杜一家陷入穷困，靠变卖衣物度日。
中華人民共和國成立後，李杜历任中国人民政治协商会议全国委员会委员，四川省政协委员，重庆市政协常委。
1951年“镇反”运动中，因信奉一贯道，而被定为“反社会道门首领密谋叛乱”被捕。西南局邓小平因统战工作需要调阅被捕者名单时偶然发现李杜的名字，马上指示放人，李杜逃过一死。
1956年8月23日，李杜突患心脏衰竭，在重庆逝世，享年76岁。

## 诗作
李杜也是一位诗人。

民国22年，面对日本侵略，李杜写下了这首诗： 
心存家国恨，

梦绕白山巅，

何日驱强虏，

太平不羡仙。

民国36年，面对国共内战，同胞手足相残，李杜写下了这首诗： 
遍地干戈同室操，

天惊石破鬼神嚎。

战垒尸骸皆手足，

沙场白骨概同胞。